# Кубок наций «Данон»
Кубок Наций Данон — на сегодняшний день неофициальное первенство мира по футболу среди непрофессиональных детских команд в возрастной группе 10-12 лет.
Финал Кубка проходит при поддержке FIFA, UEFA и Французской федерации футбола. С момента основания первенства в 2000 году в играх Кубка Наций Данон приняли участие более 12 миллионов детей.
С 2000 года победители всероссийских соревнований юных футболистов «Кожаный мяч» в младшей возрастной группе (10-11 лет) представляют Россию на неофициальном первенстве мира «Кубок Наций Данон». В 2007 году Россию будет представлять команда «Динамо-Юниор» из Омска.
История турнира
Участие в крупнейших мировых футбольных мероприятиях началось для компании «Данон» в 1998 году, когда она стала официальным поставщиком продукции для Чемпионата мира по футболу во Франции. Следующим шагом стало решение о поддержке детского футбола. В мире существует множество соревнований, в которых участвуют профессиональные детские команды, но не все дети имеют возможность играть в таких командах. «Данон» решил дать шанс испытать свои силы на футбольном поле любому ребенку.
Для этого в 2000 году были организованы состязания, получившие название Danone Nations Cup («Кубок Наций Данон»). Это уникальное спортивное мероприятие, которое признано крупнейшими футбольными ассоциациями, включая ФИФА и УЕФА. В соревнованиях «Кубок Наций Данон» принимают участие только любительские команды из 32 стран мира, в которых возраст игроков составляет 10-12 лет. По мнению организаторов, очень важно привлекать к спортивным состязаниям такого уровня самых маленьких детей, потому что именно в раннем возрасте можно привить любовь к спорту и здоровому образу жизни.
Отборочными этапами Кубка в разных странах стали специально организованные компанией «Данон» национальные турниры. В России, где уже существует замечательная футбольная традиция, «Данон» избрал другой путь: нашу страну на «Кубке Наций Данон» представляет команда-победитель всероссийского турнира «Кожаный Мяч» в младшей возрастной группе.
За все время проведения финала во Франции российские команды занимали в турнирной таблице места от 9-го до 20-го. Но в 2005 году произошло невероятное: команда «ДПК-Ирбис» из Владикавказа впервые в истории российского футбола стала чемпионом международного первенства среди детских команд!

## Число участников турнира
- 2000 год — 8 стран
- 2001 год — 24 страны, 1 380 000 участников
- 2002 годы — 24 страны, 2 000 000 участников
- 2003 года — 32 страны, 2 500 000 участников

## Патроны турнира
- 2000 Лилиан Тюрам
- 2001 Биксенте Лизаразю
- 2002 Биксенте Лизаразю
- 2003 Зинедин Зидан

## Место проведения
- 2000 — 2004 Стадион Парк де Пренс, Париж
- 2005 — 2007 Стадион Герлан, Лион
- 2008 Стадион Парк де Пренс, Париж
- 2009 — 2010 Орландо, ЮАР
- 2011 — Сантьяго Бернабеу, Мадрид
- 2012 — Национальный стадион Варшавы, Польша

## Победители
- 2000 Франция
- 2001 Реюньон
- 2002 Аргентина
- 2003 Южная Африка
- 2004 Испания
- 2005 Россия (команда «ДПК-Ирбис», Владикавказ)
- 2006 Реюньон
- 2007 ЮАР
- 2008 Франция
- 2009 ЮАР
- 2010 Мексика
- 2011 Бразилия
- 2012 Южная Корея